# Lagmann mac Gofraid
Lagmann mac Gofraid parait avoir été un souverain du royaume des Îles au XIe siècle. Il semble être le fils de Gofraid mac Arailt, roi des Isles, et de ce fait un membre de la lignée des Uí Ímair. Selon une source du XIe siècle, Lagmann est étroitement associé avec  Óláfr Haraldsson (mort en 1030), un futur roi de Norvège. D'après une autre source du XIe siècle, les deux hommes assistent  Knútr Sveinnsson, le fils de  Sveinn Haraldsson roi de Danemark, toutefois il est possible que ce récit se réfère à la campagne d'Óláfr en Angleterre plusieurs années auparavant. Lagmann et Óláfr sont également mentionnés comme ayant assisté Richard II de Normandie. Tous deux ne sont pas seulement réputés avoir ravagé des territoires en Bretagne pour le compte de Richard mais également avoir affronté l'ennemi de Richard Eudes II de Blois, comte de Chartres. Les actions de Lagmann sur le continent sont peut-être liées à son départ des Isles après la mort de son frère putatif  Ragnall mac Gofraid en 1004 ou 1005. Le fils de Lagmann, Amlaíb, est connu comme étant mort lors de la bataille de Clontarf en 1014. Si Lagmann meurt également à cette époque, cela pourrait expliquer la mention de la prise du contrôle des îles par Hákon Eiríksson.

## Roi des Îles

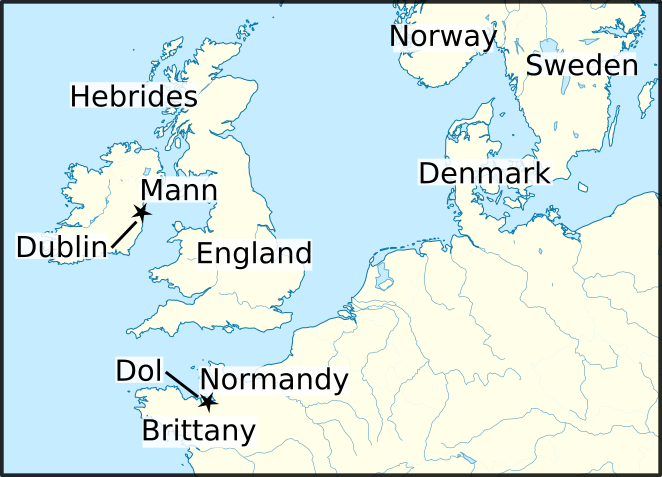
Localisation de l'activité de Lagmann à cette époque.

Selon la Gesta Normannorum Ducum du XIe siècle, Knútr Sveinnsson (mort en 1035), fils de Sveinn Haraldsson, roi de Danemark (mort en 1014) sollicitent l'assistance militaire d'un roi qualifié de Noricorum nommé Óláfr, et d'un roi  Suauorum nommé Lacman. Óláfr semble être identifiable avec Óláfr Haraldsson (mort en 1030), D'autre part on ne connaît pas de roi suédois nommé Lagmann. En fait, la Gesta Normannorum Ducum semble se référer à un roi roi des Îles plus qu'un un roi de Suède, avec Suauorum comme forme fautive de Sudrorum. Dans les sources scandinaves, les Hébrides et Mann—les îles qui forment le royaume des Îles; sont connues comme les Suðreyjar en vieux norrois terme signifiant « îles du sud ».

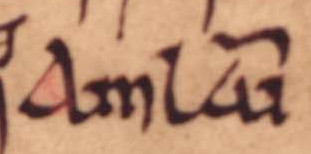
Le nom d'Amlaíb mac Lagmainn, fils apparent de Lagmann, apparaît dans le folio 36v MS Rawlinson B 489 de l'Oxford Bodleian Library(les Annales d'Ulster).

Le nom gaélique  Lagmann provient du vieux norrois lǫgmaðr (« Homme de loi »). Le terme originel se réfère à une fonction mais il fut ensuite adopté comme nom de personne. Bien que ce nom soit utilisé dans les Îles dès le Xe siècle il n'est pas attesté en Scandinavie. Néanmoins il est cependant un  potentat contemporain dans les Îles qui portait ce nom conservé dans  les Annales d'Ulster des XVe et XVIe siècles et le Cogad Gáedel re Gallaib du XIIe siècle. Cette source relève qu'un éminent Homme des Îles Amlaíb, présenté comme le fils de Lagmann mac Gofraid, combat et meurt lors de la bataille de Clontarf en 1014. Le patronyme de Lagmann dans ces sources suggère que son père est Gofraid mac Arailt, roi des Îles (mort en 989), et de ce fait un frère de Ragnall mac Gofraid, roi des Îles (mort en 1004/1005). Il est envisageable que le fils de Lagmann conduisait le contingent des hommes des Hébrides à  Clontarf.
Selon le Roman de Rou du XIIe siècle, et la Gesta Normannorum Ducum, après que Lagmann et Óláfr aient porté assistance à  Knútr, ils sont tous deux approchés par le duc  Richard II de Normandie (mort en 1026), qui recherche des alliés pour combattre le comte Eudes II de Blois (mort en 1037). Lagmann et Óláfr effectuent également une expédition avec les Normands contre les Bretons à cette occasion ils mettent à sac Dol. Il est possible que le souvenir de ce pillage de Dol —et d'un autre site côtier non identifié Hringsfjǫrðr—soit conservé dans la Víkingarvísurun fragment d'une poésie contemporaine composée par Sigvatr Þórðarson, exaltant les combats menés par Óláfr en Angleterre, Scandinavie, et sur le continent. Par la suite, quand Robert II de France (mort en 1031) s'interpose entre le duc et le comte, la Gesta Normannorum Ducum relève que Lagmann et Óláfr sont porteurs de cadeaux du roi et qu'il le persuade de retourner dans ses domaines.

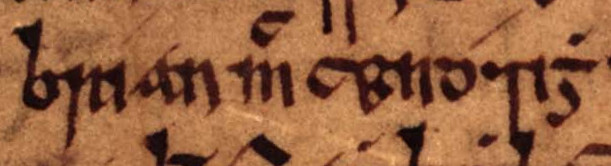
Le nom de Brian Bóruma mac Cennétig tel qu'il apparait sur le folio 15r du MS Rawlinson B 488 de l'Oxford Bodleian Library MS Rawlinson B 488 (les Annales de Tigernach): ("Brian mac Cendéidigh").

La chronologie exacte des actions attribuées à Lagmann sur le continent est incertaine. Il y a quelques raisons de penser que l'épisode relatif à 1014 est erroné, et qu'il se réfère à la campagne menée par  Óláfr, connue dans d'autres sources, avec  Þorkell inn hávi (fl. 1009–1023) en 1009–1011. Il est certain qu'aucune  source anglaises associe Óláfr et Knútr en 1014, car à cette époque le premier était actif en Scandinavie où il prétendait au royaume de Norvège.
Bien que l'on ne sache pas avec certitude qui régnait sur les îles à l'époque de la bataille de Clontarf, il est possible que Lagmann ait détenu une certaine autorité sur Mann. Le titre royal que lui accorde la Gesta Normannorum Ducum suggère qu'il a régné sur le royaume des îles, ou du moins qu'il a émis des prétentions à contrôler ce royaume. Il est possible que son activité en Angleterre et sur le continent soit liée au fait qu'il ait été expulsé des îles à cette époque. Son expatriation étant  une conséquence immédiate de la mort de Ragnall en 1005. Si cette interprétation est correcte, Brian Bóruma mac Cennétig, l'Ard ri Erenn (mort en 1014) aurait pu mettre à profit la disparition de Ragnall et forcer Lagmann à quitter les Îles pour tenter de prendre lui-même le contrôle du royaume.

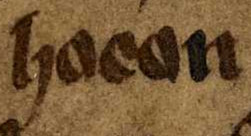
Le nom d'Hákon Eiríksson tel qu'il apparaît dans le folio 11v de l'AM 325 II 4to (Ágrip af Nóregskonungasögum): "Hǫ́kon". Hákon doit étendre son autorité sur les Îles à la suite de la mort de Lagmann et de son son.

Si Lagmann et son fils meurent vers la même époque, l'absence d'un candidat autochtone crédible pour devenir roi des îles peut expliquer la mention indiquant que la région tombe sous le contrôle du Norvégien Hákon Eiríksson (mort 1029/1030). Le fait que Knútr investit Hákon comme suzerain des Îles est relevé dans l'Ágrip af Nóregskonungasögum du XIIe siècle. Cependant l'historicité de l'événement demeure incertaine, et l'autorité d'Hákon sur les îles n'est pas attestée par d'autres sources. Si toutefois Hákon a bien possédé la suzeraineté sur les Îles, sa disparition en 1029 ou 1030 ouvre la voie à l'ascension de Echmarcach mac Ragnaill (mort 1064/1065), un personnage qui devait être le fils de son frère, et qui apparaît pour la première fois vers 1031.
La Gesta Normannorum du début du XIe siècle avance que les ducs de Normandie s'allient avec des peuples identifiés en latin comme les Hibernenses—un terme qui se réfère ostensiblement aux Irlandais. À un endroit le texte précise que le père de Richard II, Richard Ier de Normandie (mort en 996), sollicite l'assistance militaire des  Hibernenses. Bien que ce passage évoque des événements de la fin du Xe siècle, il est évident que la source est fortement influencée par les faits  du début du XIe siècle. Tandis que rien n'indique que Richard Ier ait bénéficié d'appui irlandais, il y a tout lieu de penser que la Gesta Normannorum se réfère plus tard aux souverains Norvégiens-gaëls du royaume des Îles de la mer d'Irlande. En fait, il est possible que l'alliance de Richard II avec Lagmann influence le passage relatant l'appui militaire reçu par Richard Ier des Hibernenses. Dans un autre passage la Gesta Normannorum indique que  Richard Ier est impliqué dans une paix entre les Anglais et les  Hibernenses. Une directive pontificale de 991 révèle que les Anglais et les  Normands concluent un traité de paix dans lequel le duc s'engage à ne plus aider les ennemis des Anglais. Ce pacte et la Gesta Normannorum, indiquent ensemble que Richard Ier est en contact avec les chefs dominants de la mer d'Irlande, comme le père de Lagmann et son oncle, Maccus mac Arailt (fl. 971–974). Ce dernier effectuant des campagnes dans la mer d'Irlande lors des décennies  970 et 980. Lagmann doit avoir poursuivi la coopération familiale avec les ducs de Normandie. Un autre source semble démontrer une collaboration militaire entre les Îles et la Normandie il s'agit de Historiarum libri quinque du XIe siècle de Raoul Glaber (mort c.1047). Bien que la fiabilité de la chronique est contestable, la source rapporte néanmoins que Richard II a bénéficié d'une alliance et d'une assistance militaire amicale  « des îles d'au delà de la mer », et pourrait en partie établir des liens entre Normands et mer d'Irlande.